# Крюковка (Ульяновская область)
Крюковка — село в Майнском районе Ульяновской области. Входит в Гимовское сельское поселение.

## География
До ближайшего пункта 3 км, до районного центра 37 километров.

## История
В 1829-1830 годах группа крестьян из села Карлинское была выведена для заселения пустоши Крюковско, назвав деревню Крюково.
На 1859 год деревня Крюковка, по левую сторону Московского почтового тракта из г. Симбирска, во 2-м стане Симбирского уезда Симбирской губернии.
Храм деревянный, построен прихожанами в 1862 г. Престол в нём один — в честь Рождества Христова. В эту же церковь до 1903 года ходили прихожане сельца Карамзино.
Церковно-приходская школа существует с 1892 года.

## Население
Население в деревне на протяжении 19 века увеличивалось и к 1900 году достигло 1007 человек и 126 дворов. В новейшей истории ситуация кардинально изменилась: на 2000 год в деревне проживало 13 человек, на 2010 - 5. На 2020 год деревня вовсе не имеет постоянного населения.

## Известные уроженцы
- Макаров Василий Тимофеевич — советский учёный-агрохимик, доктор сельскохозяйственных наук. Преподаватель высшей школы, в 1948—1954 годах ректор Томского университета[5].